# Marios Georgiou
Marios Georgiou (griechisch Μάριος Γεωργίου, * 10. November 1997 in Limassol) ist ein zyprischer Geräteturner. Er war der erste zyprische Turner, der sein Land bei Olympischen Spielen repräsentierte. 2022 gewann er die erste Goldmedaille für Zypern im Turnen bei Europameisterschaften.

## Leben
Marios Georgiou wuchs in Zypern auf und studiert an der University of Nicosia (Zypern). Seine Mutter ist Filipina, sein Vater Zyprer. Er verlor seinen Vater, als er 17 Jahre alt war und seine Mutter nicht mehr in Zypern lebte. Mit der Unterstützung seines Trainers Panagiotis Petridis und Verwandter konnte er trotzdem seine Sportkarriere fortsetzen. In einem Interview erklärte er, dass Turnen ihm Stabilität in seinem Leben gebe.
Georgiou spricht außer seiner Muttersprache Griechisch auch Englisch. Er engagiert sich in der Antimobbing-Kampagne Be The Hero, um Schülern zu helfen, die ähnlich wie er selbst wegen ihrer Hautfarbe gemobbt werden. Neben seinem Sporttraining hat er auch als Tänzer gearbeitet.

## Karriere
Georgiou begann schon sehr früh zu turnen, nachdem ein Sportspezialist ihn entdeckt und auf sein Talent aufmerksam gemacht hatte.
Bei den Weltmeisterschaften 2015 in Glasgow konnte er sich nicht für das Finale qualifizieren. Sein bestes Ergebnis bei den Weltmeisterschaften in Montreal 2017 war der 12. Platz am Pauschenpferd.
Mit 18 Jahren nahm er 2016 an den Olympischen Sommerspielen in Rio teil. Er war der erste zyprische Turner, der sich für den Einzelmehrkampf bei einer Olympiade qualifizieren konnte. Zwei Tage vor dem Finale verletzte er sich und verstauchte seinen Fußknöchel, daher war er nicht in der Lage, den Wettbewerb zu beenden, und kam nur auf Platz 23.
2018 konnte er bei den Mittelmeerspielen im spanischen Tarragona die Silbermedaille im Parallelbarren (14,933 Punkte) und die Goldmedaille im Reck (14,133 Punkte) gewinnen. Er nahm auch an den Commonwealth Games 2018 in Australien teil, wo er die Bronzemedaille im Einzelmehrkampf und zwei Goldmedaillen gewann, eine am Barren und eine im Bodenturnen.
Im nächsten Jahr gewann er bei den Europameisterschaften im polnischen Stettin die Bronzemedaille im Einzelmehrkampf. Dies war die erste Medaille für Zypern bei Turn-Europameisterschaften.
Bei den Olympischen Sommerspielen 2020 in Tokio, die wegen der COVID-19-Pandemie erst 2021 stattfanden, konnte er mit 14,333 Punkten am Reck den 9. Platz belegen. Vorher hatte er sich durch eine Goldmedaille am Reck bei dem FIG World Cup in Doha (Juni 2021) für die Teilnahme an den Spielen qualifiziert.
Bei den Commonwealth Games in Birmingham 2022 gewann Georgiou am Barren und am Reck die Bronzemedaille. Als Mitglied des zyprischen Turn-Teams gewann er außerdem die Bronzemedaille beim Mannschaftswettbewerb. Anschließend nahm er an den Mittelmeerspielen 2022 im algerischen Oran teil, wo er die Goldmedaille am Reck und die Bronzemedaille im Einzelmehrkampf erlangte.
Im selben Jahr gelang ihm sein bis dahin größter Erfolg, als er mit 14,400 Punkten die Goldmedaille am Reck bei den Europameisterschaften 2022 in München gewann, obwohl er an der Schulter verletzt war und sein Arzt ihm von der Teilnahme am Finale abriet. Zwei Jahre später konnte er in Rimini mit 84,265 Punkten den ersten Platz im Einzelmehrkampf erreichen. Damit erhielt er die erste europäische Goldmedaille Zyperns in dieser Kategorie und qualifizierte sich für die Olympischen Sommerspiele 2024. Bei den Spielen konnte sich Georgiou für das Finale am Reck mit 14,366 Punkten qualifizieren. Er schloss das Finale mit 13,333 Punkten als Sechster ab, nachdem er beim Abgang gestrauchelt war. Ende 2024 wurde er zum besten Turner des Jahres bei einer von der Europäischen Turnvereinigung organisierten Abstimmung gewählt.
2023 gewann Georgiou beim Challenge Cup in Ungarn die Silbermedaille im Reck. Im Jahr 2025 nahm er am Turn Weltcup von Warna (Bulgarien) teil und konnte mit 13.900 Punkten wieder Silber am Reck gewinnen. Anschließend vertrat er Zypern bei den Turn-Europameisterschaften in Leipzig und verpasste mit 13,866 Punkten am Reck die Bronzemedaille knapp, die an den Franzosen Anthony Mansard mit 13.966 Punkten ging.
Marios Georgiou wird von dem zyprischen Nationaltrainer Panagiotis Petridis trainiert. Sein Vorbild ist der japanische Turner Kōhei Uchimura.
2022 wurde er zum zyprischen Athleten des Jahres ernannt.